# テレダイン・レクロイ
テレダイン・レクロイ（英: Teledyne LeCroy）は、アメリカ合衆国ニューヨーク州を拠点とするテレダイン・テクノロジーズ傘下の計測器メーカー。電気・電子計測機器の開発・製造・販売・サポートを行う計測器メーカーとしては世界第3位である。日本法人は東京都府中市緑町に本社を置く。

## 概要
従来のオシロスコープが時間軸の波形を観測するのに対して、テレダイン・レクロイは高速演算を行う事によって周波数軸・ヒストグラム・トレンド・ジッター・スキューなどの波形観測を行う事を目的とする。
革新的な製品開発を得意とし、業界に先駆けて100GHzデジタルオシロスコープ、12bit高分解能オシロスコープなどを手がけている。
近年では電気自動車などのパワーエレクトロニクス分野や、光通信、PCI Expressなどの高速シリアル通信分野に注力している。

## 沿革
- 1964年 - 素粒子物理学のメーカーとしてWalter Lecroyによって創業。
- 1986年 - 最初の高速ロングメモリのデジタル・オシロスコープを開発。
- 2012年 - Teledyne Technologiesの傘下に入り、テレダイン・レクロイになった[1]。

## 主な製品
- オシロスコープ
- ファンクション・ジェネレータ
- 任意波形発生器
- ロジックアナライザ
- プロトコル・アナライザ

8bitオシロスコープラインナップ
- T3DSO1000/2000シリーズ(100MHz～300MHz)
- WaveSurferシリーズ(100MHz～1GHz)
- WaveRunnerシリーズ(500MHz～4GHz)
- WaveMasterシリーズ(4GHz～30GHz)
- LabMasterシリーズ(20GHz～100GHz)

12bitオシロスコープラインナップ
- HDOシリーズ(200MHz～1GHz)
- WaveProHDシリーズ(2.5GHz～8GHz)